# Stemmops nigrabdomenus
Stemmops nigrabdomenus är en spindelart som beskrevs av Zhu 1998. Stemmops nigrabdomenus ingår i släktet Stemmops och familjen klotspindlar. Inga underarter finns listade i Catalogue of Life.